# Mohamed Morsi
« Morsi » redirige ici. Pour les autres significations, voir Morsi (homonymie).
Mohamed Morsi (arabe : محمد مرسي), de son nom complet Mohamed Mohamed Morsi Issa al-Ayyat (arabe : محمد محمد مرسى عيسى العياط, transcrit traditionnellement Muḥammad Muḥammad Mursī ‘Īsá al-‘Ayyāṭ par les arabisants), né le 8 août 1951 à Ach-Charqiya et mort le 17 juin 2019 au Caire, est un homme d'État égyptien, président de la République du 30 juin 2012 au  3 juillet 2013.
Président du Parti de la liberté et de la justice, formation issue des Frères musulmans, il représente le parti islamiste à l'élection présidentielle qui suit la révolution de 2011. Il l'emporte au second tour face à l'ancien Premier ministre Ahmed Chafik, avec 51,7 % des voix, et devient ainsi le premier président élu démocratiquement en Égypte et le premier civil à occuper ce poste.
Il est renversé par un coup d'État en 2013, à la suite d'un vaste mouvement de protestations populaires. Après plusieurs condamnations à des peines d’emprisonnement et une dégradation de son état de santé, il meurt après avoir perdu connaissance lors d'une audition.

## Études et famille
Fils aîné d'un paysan (ou fellah), Morsi grandit dans le gouvernorat d'Ach-Charqiya, dans le delta du Nil.
Durant ses études en génie civil à l'université du Caire, il adhère aux Frères musulmans. De 1978 à 1985, il part finir ses études aux États-Unis, où il obtient un doctorat en ingénierie spatiale à l'université de Californie du Sud. Jusqu'en 1985, il enseigne à la California State University, et travaille pour la NASA au développement des moteurs de la navette spatiale.
En 1979, il épouse sa cousine Naglaa Ali Mahmoud, qui le rejoint sur le continent américain et travaille au Centre islamique de Californie où elle se consacre à l'éducation et au mariage des jeunes filles. Leurs deux premiers fils sont nés à Los Angeles et ont, de ce fait, la nationalité américaine. C'est durant sa période américaine que Morsi gravit la hiérarchie des Frères musulmans. Son fils cadet, Abdallah Morsi, meurt à 25 ans à la suite d'une crise cardiaque, deux mois après la mort de son père.

## Ascension politique

### Figure des Frères musulmans
Morsi occupe, parallèlement à ses activités professionnelles au département de génie de l'université de Zagazig, un rôle de plus en plus important dans la confrérie, devenant une personnalité influente du mouvement : responsable des relations avec le Soudan, directeur de la section des Affaires étrangères, enfin membre du Conseil de guidance, la plus haute autorité du mouvement. Il est emprisonné pendant sept mois en 2006 pour avoir participé à une manifestation.
Après les bons résultats des élections législatives égyptiennes de 2005 sur lesquelles il espère capitaliser, Morsi devient le directeur de campagne lors des élections législatives égyptiennes de 2010. Mais ces élections sont confisquées par le pouvoir de Moubarak qui espère faire élire son fils Gamal à sa succession. Morsi dénonce la fraude électorale et les arrestations de Frères musulmans (1 500 selon lui). À cette époque, il associe à son discours des références religieuses,.

### Élection présidentielle de 2012

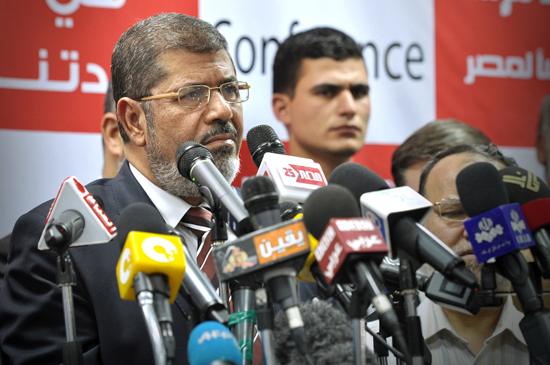
Morsi peu après sa victoire à la présidentielle (Le Caire, juin 2012).

Au début de la révolution de 2011, il est arrêté ainsi que 24 autres dirigeants des Frères musulmans, et incarcéré brièvement (28-30 janvier). Rapidement après, Morsi devient un des interlocuteurs d'Omar Souleiman qui considère désormais les Frères musulmans comme une force politique prépondérante.
À la suite du renversement du président Moubarak et de sa démission, les Frères musulmans avaient annoncé qu'ils n'avaient pas l'intention de gouverner le pays, ce qui était de nature à rassurer les Égyptiens séculiers. L'armée de même avait promis publiquement ne pas rechercher la présidence ou une majorité parlementaire. Toutefois « l'appétit de pouvoir des Frères » semblait grandir, malgré la méfiance et l'hostilité d'une grande partie de la population. Les plus jeunes du mouvement obtinrent un vote de la confrérie sur l'envoi d'un candidat à la présidence. La décision fut arrachée après 3 tours de scrutin. Sur les 108 membres votants, 56 votèrent pour une candidature à la présidence, 52, contre. Plusieurs éventuels futurs candidats refusèrent, d'autres furent écartés.
Le 30 avril 2011 est créé le Parti de la liberté et de la justice (PLJ) et Mohamed Morsi en prend la tête. Il adresse quelques signes rassurants aux adversaires traditionnels des Frères musulmans, que ce soient les libéraux auxquels il promet de collaborer pour la rédaction de la constitution, les communistes et les forces de gauche égyptiennes bien que sceptiques, ou les coptes dont il prend un représentant comme vice-président du parti, bien qu'il soutienne la charia comme base de la future Constitution. Sûr de la confiance du peuple envers son parti, il soutient le scénario de l'élection rapide d'une assemblée constituante.
Les élections législatives égyptiennes de 2011-2012 sont un succès pour le PLJ, qui obtient 38 % des votes et 49 % des sièges.
En mars 2012, le PLJ choisit de présenter la candidature du charismatique Khairat al-Chater à l'élection présidentielle égyptienne de 2012. Cependant, ce dernier a été condamné à plusieurs peines de prison sous Moubarak et sa candidature est invalidée le 14 avril. Pour ne pas se retrouver sans candidat, le PLJ présente la candidature de Morsi, qui se décrit comme candidat d'un parti plus que dirigeant par vocation. Il est considéré comme un candidat sérieux face à Amr Moussa et Ahmed Chafik mais doit unifier le vote islamiste face à deux autres candidats : Abdel Moneim Aboul Fotouh (soutenu par l'autre force islamiste, les salafistes du parti Nour) et Mohamed Selim el-Aoua (de tendance majoritaire de l'islamisme ; a soutenu les Frères musulmans sous Moubarak).
Le président de la commission électorale proclame Morsi élu à la fonction de président de la République le 24 juin 2012. Il l’a emporté au second tour avec 51,73 % des votes, face à Ahmed Chafik, ancien général de l'aviation militaire qui avait été le dernier Premier ministre de Moubarak. Morsi s'était engagé à désigner un gouvernement ouvert et à impliquer la société civile dans l'élaboration d'une nouvelle Constitution. Le 29 juin 2012, il se rend sur la place Tahrir.

## Président de la République

### Débuts au pouvoir
Le 30 juin 2012, Mohamed Morsi est investi comme cinquième président d'Égypte. Le cabinet de son Premier ministre Hecham Qandil est présenté le 2 août suivant. Dans les six semaines qui suivent son installation, il limoge le chef des renseignements Mourad Mouafi, le maréchal Mohamed Hussein Tantawi qui avait servi Moubarak pendant vingt ans, et qui était chef du Conseil suprême des forces armées (de facto chef de l'État par intérim), et le lieutenant général Sami Hafez Annan, vice-président du Conseil suprême des forces armées,. Il nomme à sa place le général Abdel Fattah al-Sissi commandant des Forces armées. Il s'attribue par ailleurs certains pouvoirs législatifs, le Parlement ayant été dissous par une décision confirmée par la Haute Cour constitutionnelle.
Le 9 octobre 2012, il gracie des opposants.
Après ce coup d'éclat, le 22 novembre 2012, le président promulgue une déclaration constitutionnelle qui lui confère la possibilité de légiférer par décret et d'annuler des décisions de justice déjà en cours. Outre le pouvoir exécutif et le pouvoir législatif, des commentateurs estiment qu'il détient ainsi le pouvoir judiciaire. Morsi est alors comparé par certains à Hosni Moubarak et des manifestations de plusieurs milliers de personnes ont lieu dans le pays, rassemblant en particulier des militants se définissant comme des « défenseurs du principe de laïcité ».

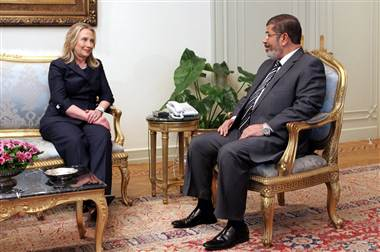
Mohamed Morsi avec Hillary Clinton (Le Caire, juillet 2012).

### Réformes constitutionnelles
Soutenu par l'appareil de la confrérie, il met en place tant bien que mal sa feuille de route. Le 9 décembre 2012, il annonce qu'il soumet le projet de Constitution à référendum. Après des semaines de manifestations rivales ayant parfois dégénéré en violences meurtrières, les électeurs égyptiens votent, le 15 décembre 2012, dans dix gouvernorats, dont Le Caire et Alexandrie, sur le projet de Constitution défendu par le président Mohamed Morsi et ses partisans, avec en résultat une victoire du « oui ». Selon l'opposition laïque, de gauche et libérale, ce texte ouvre la voie à des interprétations rigoristes de l'islam et offre peu de garanties pour certaines libertés. Des violences entre partisans et adversaires du texte ont eu lieu au Caire et dans la grande ville d'Alexandrie.
Le durcissement religieux se manifeste par exemple avec le limogeage de nombreux responsables culturels ou encore par le rejet d'un texte adopté par l'ONU visant à lutter contre les violences faites aux femmes.
Appliquant ainsi le programme des Frères musulmans alors que les révolutionnaires laïcs et les autres partis laïques ou islamistes demandent à prendre part à l'exercice du pouvoir, Morsi se révèle peu capable de fédérer le pays et doit faire face à des poussées de contestations régulières.

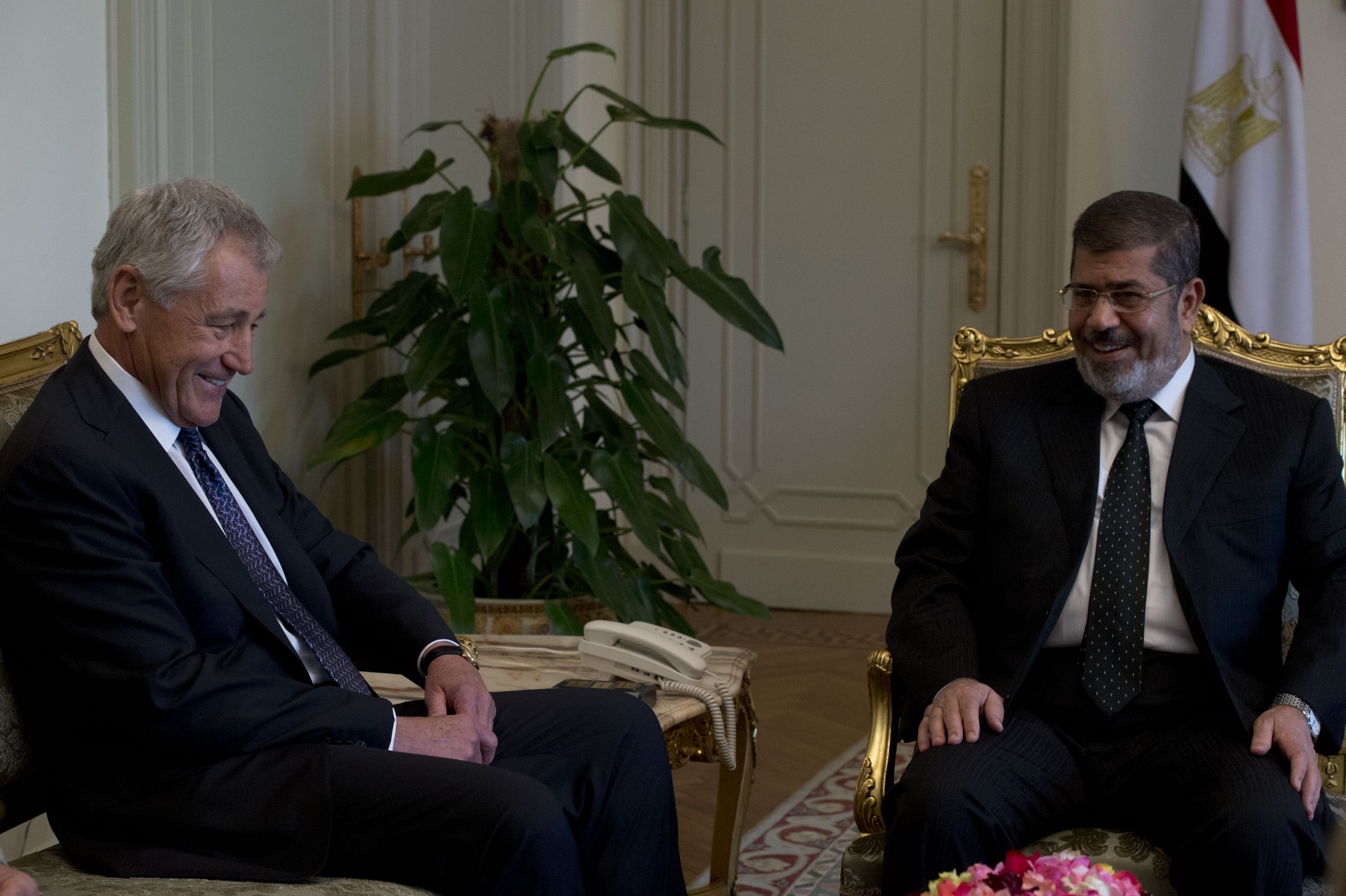
Mohamed Morsi avec Chuck Hagel (Le Caire, avril 2013).

Le 27 décembre 2012, une enquête est ouverte à l’encontre des trois opposants, dirigeants du Front de salut national (FSN), créé en novembre 2012, accusés d'incitation au renversement du président Mohamed Morsi. Le 25 janvier 2013, une manifestation est organisée pour le deuxième anniversaire de la révolution. Cette décision est contraire aux restrictions prévues dans un nouveau projet de loi sur le droit de manifester, ainsi que les appels du président Morsi à en finir avec les protestations et « à opter pour la productivité et le travail ».

### Premières contestations
Le 1er mai 2013, un groupe de jeunes activistes crée le mouvement Tamarod (Rébellion) et lance une pétition demandant la démission du président Morsi et une nouvelle élection présidentielle. Au 30 juin, le mouvement affirme avoir obtenu 22 millions de signatures avec adresses et les numéros de cartes d'identité. Le mouvement semble avoir été spontané, au départ du moins. L'homme d'affaires multimilliardaire Naguib Sawiris (chrétien copte), qui avait quitté l'Égypte peu après l'élection de Morsi, a déclaré à Reuters qu'il a complètement soutenu le mouvement logistiquement grâce à sa station de télévision, son journal, Al-Masri Al-Youm, et les trois partis libres égyptiens qu'il avait fondés.

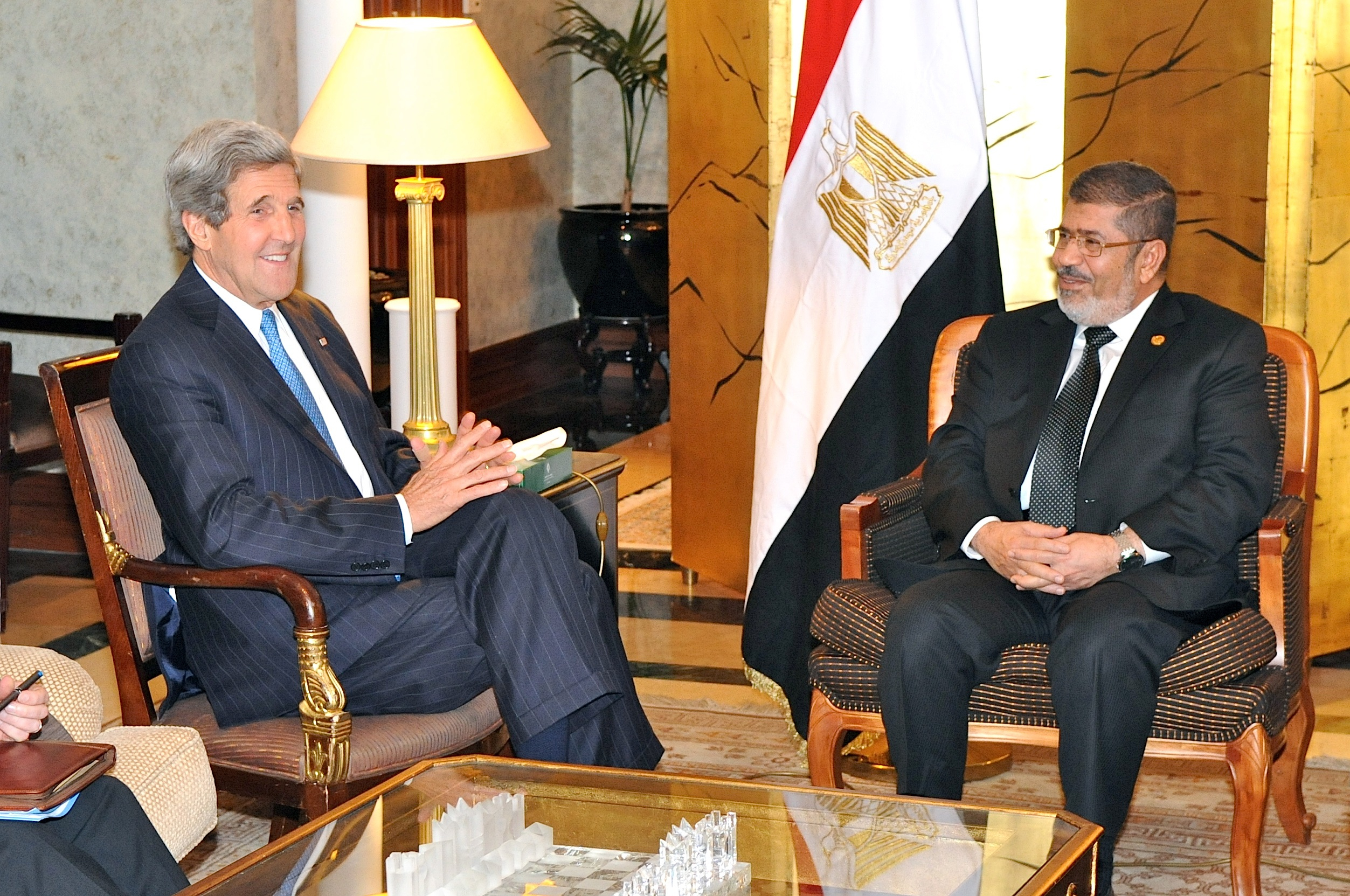
Mohamed Morsi avec John Kerry (Le Caire, mai 2013).

Morsi est reconnu comme nouvel interlocuteur par les Occidentaux ; il est fortement soutenu par la diplomatie turque et reçoit un important soutien économique du Qatar.
Le 4 mars 2013, le président Morsi rencontre au Soudan Omar el-Béchir (qui était lui-même venu au Caire en début d'année) afin de tenter d'améliorer les relations entre les deux pays. Les mésententes se concentrent sur le partage du Nil, les problèmes frontaliers et le triangle de Hala'ib, revendiquée par les deux pays. Cette tentative de rapprochement a été critiquée compte tenu de la situation du président soudanais condamné par la Cour pénale internationale (CPI) pour crimes de guerre, contre l’humanité et génocide au Darfour, ainsi que pour le détournement de neuf milliards de dollars. Le Soudan subit depuis 1997 des sanctions de la part des États-Unis qui accusent son gouvernement de terrorisme.

### Coup d'État et renversement
Un important mouvement protestataire éclate en juin 2013. Le 26 juin 2013, en prévision des manifestations organisées pour le 30 juin par le groupe Tamarrod, Morsi déclare lors d'une allocution que « l'affrontement politique actuel menaçait la démocratie et risquait de plonger l'Égypte dans le chaos ». Un an après son arrivée à la présidence de la République, le 30 juin, des millions d’Égyptiens manifestent pour sa démission (14 millions selon une source militaire citée par l'agence Reuters ; 17 millions selon les sources policières relayées par l'Agence France-Presse). Les manifestations continuent les jours qui suivent, des heurts entre manifestants font plusieurs morts, tandis que cinq ministres, ainsi que le porte-parole du gouvernement et un porte-parole de Mohamed Morsi, démissionnent. L'armée adresse un ultimatum au président lui demandant de « satisfaire la volonté du peuple ». Ce dernier rejette l'ultimatum le lendemain et dans la nuit du 2 au 3 juillet, Morsi déclare lors de sa dernière allocution que « le prix de la défense de la légitimité, c'est ma vie », rappelant qu'il était le premier président élu démocratiquement de l'histoire de l'Égypte. Quelques heures plus tard, Morsi appelle à former un gouvernement de « consensus ».
Le 3 juillet, le général Abdel Fattah al-Sissi, chef d'état-major de l'armée égyptienne, annonce la destitution de Mohamed Morsi et le remplacement de celui-ci par le président de la Haute Cour constitutionnelle, Adli Mansour, ainsi que la suspension de la Constitution, ajoutant vouloir donner plus de pouvoirs aux jeunes. Mohamed Morsi dénonce un « coup d'État complet » sur sa page Twitter. L'armée annonce qu'elle organisera des élections législatives et présidentielle anticipées. Al-Sissi déclarera plus tard que « l'armée avait agi après le refus de Morsi d'organiser un référendum sur son maintien au pouvoir »,.
Pourtant, le jour même, Morsi avait appelé à former un « gouvernement de consensus » pour régler la crise en prévision des élections législatives.
Le 4 juillet, on apprend que Mohamed Morsi est détenu par l'armée et que des mandats d'arrêt sont émis à l'endroit des dirigeants des Frères musulmans, tandis qu'Adli Mansour prête serment comme président par intérim.
Pour Tewfik Aklimandos, chercheur au Collège de France, les Frères musulmans étaient, à l'époque, minoritaires en Égypte : ils n'avaient obtenu que 25 % au premier tour de l'élection présidentielle. Selon lui 80 % des Égyptiens étaient, en 2013, opposés à un retour de Morsi : « même les salafistes leur sont hostiles, ils n'appuient pas le gouvernement actuel mais, au fond, ils préfèrent l'armée aux Frères et même s'ils n'osent pas le dire, ils ont béni le coup d’État ».

## Après la chute

### Détention et état de santé
À la veille du putsch du 3 juillet 2013, il est détenu dans un bâtiment appartenant à l'armée égyptienne[réf. souhaitée].

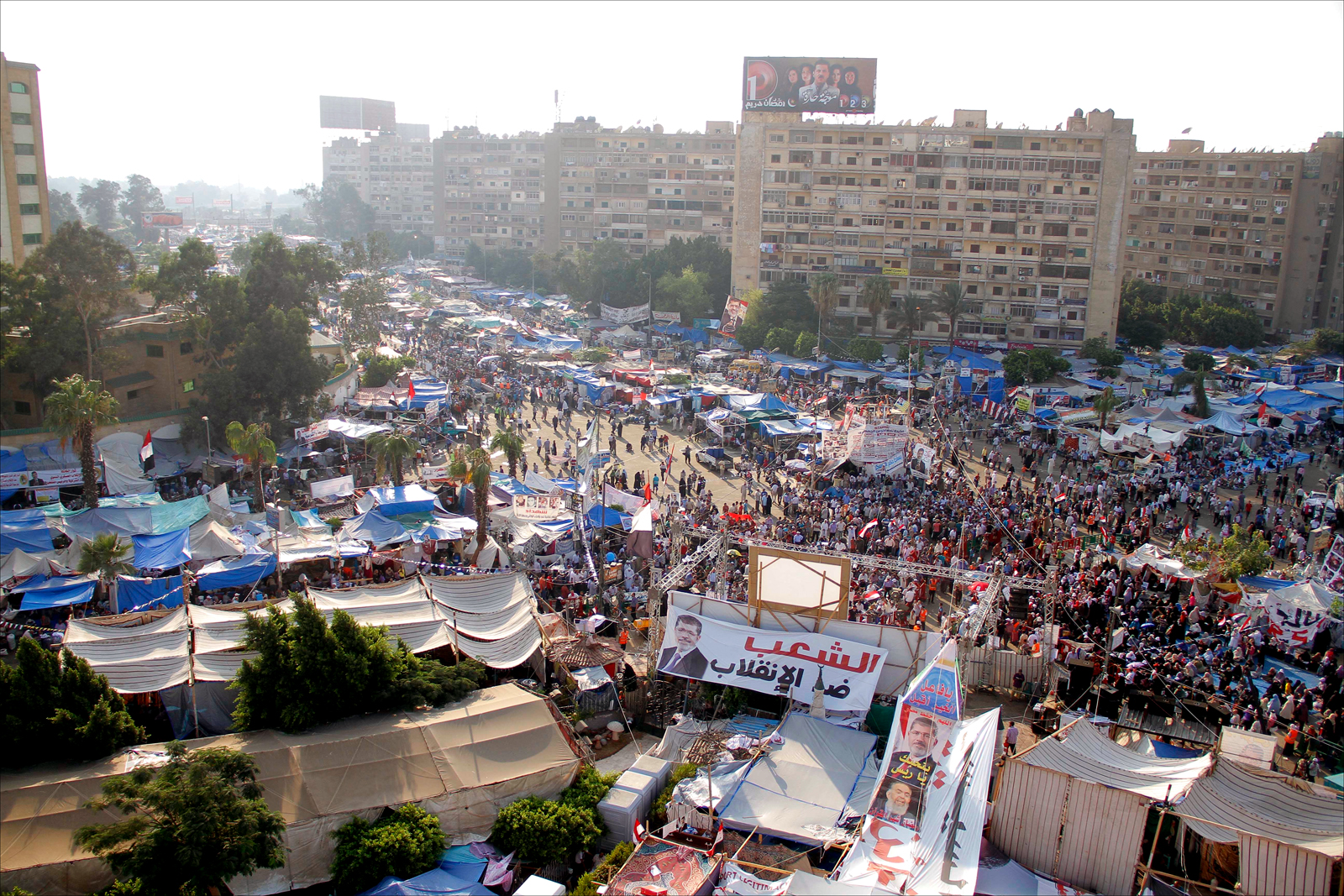
Manifestations pro-Morsi après le coup d'État du 3 juillet 2013.

Plusieurs plaintes sont ensuite instruites à son encontre :
- le 13 juillet, le parquet annonce qu'une enquête pénale le concernant est ouverte pour espionnage, incitation à la violence et destruction de l'économie[41]. Début septembre, le parquet annonce officiellement qu'il est inculpé pour « avoir commis des actes de violence et avoir incité au meurtre et au pillage », de même que 14 autres responsables et membres des Frères musulmans[42].

- Évasion de la prison de Wadi el-Natroun : le 23 juin 2013, un tribunal égyptien a déclaré que les membres des Frères musulmans ont conspiré avec le Hamas, le Hezbollah et des militants islamistes locaux dans le but de prendre d'assaut la prison de Wadi el-Natroun au nord-ouest du Caire profitant du chaos durant la révolution de janvier 2011 afin de faire évader 34 dirigeants des Frères musulmans dont le futur président Mohamed Morsi. Deux autres prisons, dans lesquelles des membres du Hamas et du Hezbollah étaient emprisonnés, ont également été attaquées. Le juge Khaled Mahgouba a affirmé que les assaillants s’étaient emparés de grandes quantités d'armes se trouvant dans les prisons, il a ajouté que les alliés du Hamas dans le Sinaï avaient préparé l'entrée de ses militants dans la péninsule égyptienne en perpétrant des attaques contre les forces de sécurité égyptiennes surveillant les tunnels de contrebande entre l’Égypte et la bande de Gaza. Selon ce juge, des combattants du Hamas et du Hezbollah avaient pénétré en Égypte en utilisant ces tunnels le 28 janvier 2011[43]. Le 10 juillet 2013, le procureur en chef égyptien, Hicham Barakat, a reçu des témoignages d'un tribunal de la ville d'Ismaïlia servant de base pour une autre enquête conduite par les procureurs de la sécurité de l’État concernant l’évasion de la prison, de Morsi et plus de 30 autres dirigeants des Frères musulmans[44]. Le 26 juillet, les autorités égyptiennes ordonnent la détention pendant quinze jours de Morsi, sous l'accusation d'assassinats de soldats et de conspiration avec le Hamas lors de son évasion de prison en 2011[45], d'incendie criminel, de destruction de documents, de collaboration avec le Hamas pour se livrer à des actions violentes dans le pays contre la police et l'armée égyptienne, d'avoir tué « délibérément et avec préméditation » des détenus, des officiers et des soldats[46].

Il reçoit pendant sa détention la visite de soutien symbolique de Catherine Ashton, haute représentante de l'Union européenne pour les affaires étrangères et la politique de sécurité. Morsi devient pour ses partisans le symbole de la légitimité du pouvoir renversé. C'est ce qui est exprimé par les fréquentes manifestations de soutien organisées par les Frères musulmans fin 2013, malgré les nombreuses arrestations qui suivent la dispersion violente de l'occupation pacifique de Rabaa (14 août 2013 ; plus de 600 tués).
Le 21 avril 2015, il est condamné à 20 ans de prison incompressibles,.
Il est condamné à mort le 16 mai 2015,,. Quelques jours après, l'ex-président tunisien Moncef Marzouki appelle les dirigeants politiques et les militants des droits de l'homme à se mobiliser afin de préserver la vie de Mohamed Morsi et de lui garantir le droit de défense,. Le 18 juin 2016, il est condamné à la prison à vie. Le 14 août 2016, ses biens sont saisis.
En novembre 2016, la Cour de cassation casse la condamnation à mort de Morsi et de 21 autres membres des Frères musulmans dans l'affaire de l'évasion de la prison de Wadi el-Natroun en janvier 2011 et ordonne qu'un nouveau procès ait lieu. Quelques jours plus tard, la même cour casse une autre condamnation à mort de Morsi dans une affaire d'espionnage au profit de l'Iran et du Hamas et ordonne un nouveau procès. Le 30 décembre 2017, il est condamné à trois ans de prison pour « outrage à magistrat ».
Durant sa détention, il est placé à l'isolement 23 heures par jour, n'a pas accès aux journaux et à la télévision, n'a eu droit qu'à trois visites de sa famille, et dort à même le sol.
En mars 2018, une commission parlementaire britannique alerte sur son état de santé, dénonçant des conditions de détention inhumaines et le risque d'une mort prématurée. Il est alors atteint d'une tumeur bénigne, victime d'une tension artérielle défaillante et d'une maladie hépatique, de problèmes rénaux, de diabète, de foie, et son avocat affirme que son client est devenu aveugle.

### Mort, obsèques et enquête
Selon les autorités égyptiennes, il meurt à l'hôpital le 17 juin 2019, sept ans jour pour jour après son élection, à 67 ans, après avoir perdu connaissance alors qu'il s'exprimait lors d'une audience de son procès à la prison de Tora,,. Ce jour-là avaient lieu deux de ses procès en appel, alors qu'il cumulait 45 ans de prison dans deux autres affaires. Selon ses codétenus et ses avocats, entre vingt et quarante minutes se sont écoulées entre son malaise et son évacuation, et la police a refusé que ses codétenus médecins lui procurent les premiers secours. Peu avant sa mort, il avait menacé de « révéler des secrets », avait demandé à être jugé par un tribunal spécial, puis a fini par un poème patriotique : « Mon pays me sera toujours cher, peu importe à quel point j’ai été opprimé, et mon peuple sera toujours honorable à mes yeux, peu importe à quel point il a été dur avec moi. »
La presse égyptienne ne couvre que brièvement la mort de l'ancien président, qui est insulté à la télévision publique, alors que des images d'attaques contre des policiers et militaires tournent en boucle et qu'il est accusé d'en être responsable. Les Frères musulmans sont également pour l'occasion accusés de mensonges. Outre les islamistes, les libéraux égyptiens lui rendent également hommage. The Middle East Monitor compare sa mort à celle de Moshood Abiola, président élu du Nigeria à qui la junte a refusé de remettre le pouvoir et qui est mort en prison.
Le président turc Recep Tayyip Erdoğan — qui affirmera par la suite que Morsi « a été tué » —, l'émir du Qatar Tamim ben Hamad Al Thani, l'ancienne reine Noor de Jordanie, l'ex-président tunisien Moncef Marzouki, l'ancien porte-parole du secrétaire général des Nations unies Stéphane Dujarric, le ministre des Affaires étrangères malaisien Saifuddin Abdullah (en) et la vice-Première ministre de Malaisie Wan Azizah Wan Ismail, le président du Haut Conseil d'État libyen Khaled al-Michri et son opposant Mohamed el-Baradei lui rendent hommage,,,, de même que les Frères musulmans égyptiens, le parti tunisien Ennahdha, le Hamas palestinien, le MSP algérien, le Hadas koweïtien et le Tewassoul mauritanien, ont tous publié des déclarations condamnant l'incident,,,. De nombreuses prières funéraires, notamment en Turquie, ont lieu, tandis que des manifestations hostiles à Sissi ont lieu notamment en Algérie et au Maroc, à l'initiative d'organisations islamistes et de gauche. Jeune Afrique estime que certains pays arabes n'ont pas réagi à la nouvelle pour ne pas « froisser » l'Arabie saoudite.
Au lendemain de sa mort, le bureau des droits de l’homme de l’Organisation des Nations unies demande au gouvernement égyptien une enquête « minutieuse et indépendante » afin de déterminer les causes de sa mort. Les ONG Human Rights Watch et Amnesty International exigent une enquête internationale sur les causes réelles de la mort,. Le député britannique Crispin Blunt considère également la mort de Mohamed Morsi comme représentative de l’incapacité du régime égyptien en place à traiter les prisonniers conformément au droit égyptien et international. En réaction, le porte-parole du ministère des Affaires étrangères égyptien dénonce une « tentative délibérée de politiser un cas de décès naturel »,.
Selon Jonathan Schanzer (Foundation for Defence of Democracies, FDD), « étant donné les circonstances, Mohamed Morsi sera considéré comme un martyr. Et les théories du complot autour de sa mort vont certainement prospérer ». Pour Sarah-Leah Whitson, directrice MENA de Human Rights Watch, sa mort était prévisible au vu de l'absence de soins et de visites.
Le 18 juin 2019, à l'aube (pour parer à toute révolte), après une prière mortuaire à la mosquée de la prison où il était détenu, il est enterré en toute discrétion et sous haute surveillance dans le quartier cairote de Medinat Nasr (en),,. Les autorités ont refusé la demande de sa famille de l'inhumer au cimetière familial à Ach-Charqiya. Seule une dizaine de proches étaient présents, aucun journaliste n'ayant été autorisé à assister à la cérémonie.
Le 8 novembre 2019, des experts onusiens estiment que la mort de Morsi est un « assassinat arbitraire », l'homme étant « détenu dans des conditions qui ne peuvent être décrites que comme étant brutales », malgré son diabète et son hypertension.

## Décorations
Décorations égyptiennes (en sa qualité de président de la République) :
- Collier de l'ordre du Nil ;
- Collier de l'ordre de l'Indépendance ;
- Collier de l'ordre de la République ;
- Grand-croix de l'ordre égyptien du Mérite.

Décorations étrangères :
- Qatar : grand-cordon de l'ordre de l'Indépendance ;
- Soudan : grand-cordon de l’ordre El-Nilein.